# Małgorzata Wolańska
Małgorzata Wolańska – polska naukowiec, biochemik, doktor habilitowany nauk medycznych.

## Życiorys
Od 1982 jest zatrudniona na Akademii Medycznej w Białymstoku. W 1989 pod kierunkiem prof. Edwarda Bańkowskiego z Zakładu Biochemii obroniła pracę doktorską pt. „Białka ciała szklistego” uzyskując stopień naukowy doktora nauk medycznych. W 2008 na podstawie osiągnięć naukowych i złożonej rozprawy „Macierz pozakomórkowa mięśniaków macicy jako rezerwuar peptydowych czynników wzrostowych” uzyskała stopień naukowy doktora habilitowanego nauk medycznych.
Jest zatrudniona w Zakładzie Biochemii Lekarskiej UMB na stanowisku adiunkta.